# José Masriera y Manovens
José Masriera y Manovens (Barcelona, 1841-Barcelona, 1912) fue un pintor y platero español, uno de los paisajistas más representativos del arte catalán de finales del siglo XIX. Masriera defendía que la obra tenía que resultar agradable para la contemplación, cosa que era más importante que los tecnicismos relacionados con el mundo de la pintura.

## Biografía
Nacido en Barcelona, como platero se formó en el taller de su padre, José Masriera y Vidal y en París, donde aprendió el grabado sobre piedras finas. Como pintor se formó con José Serra y Porsón y en la Escuela de la Lonja. En 1876 se dio a conocer exponiendo un paisaje de Angostrina en la Exposición Nacional de Bellas Artes.

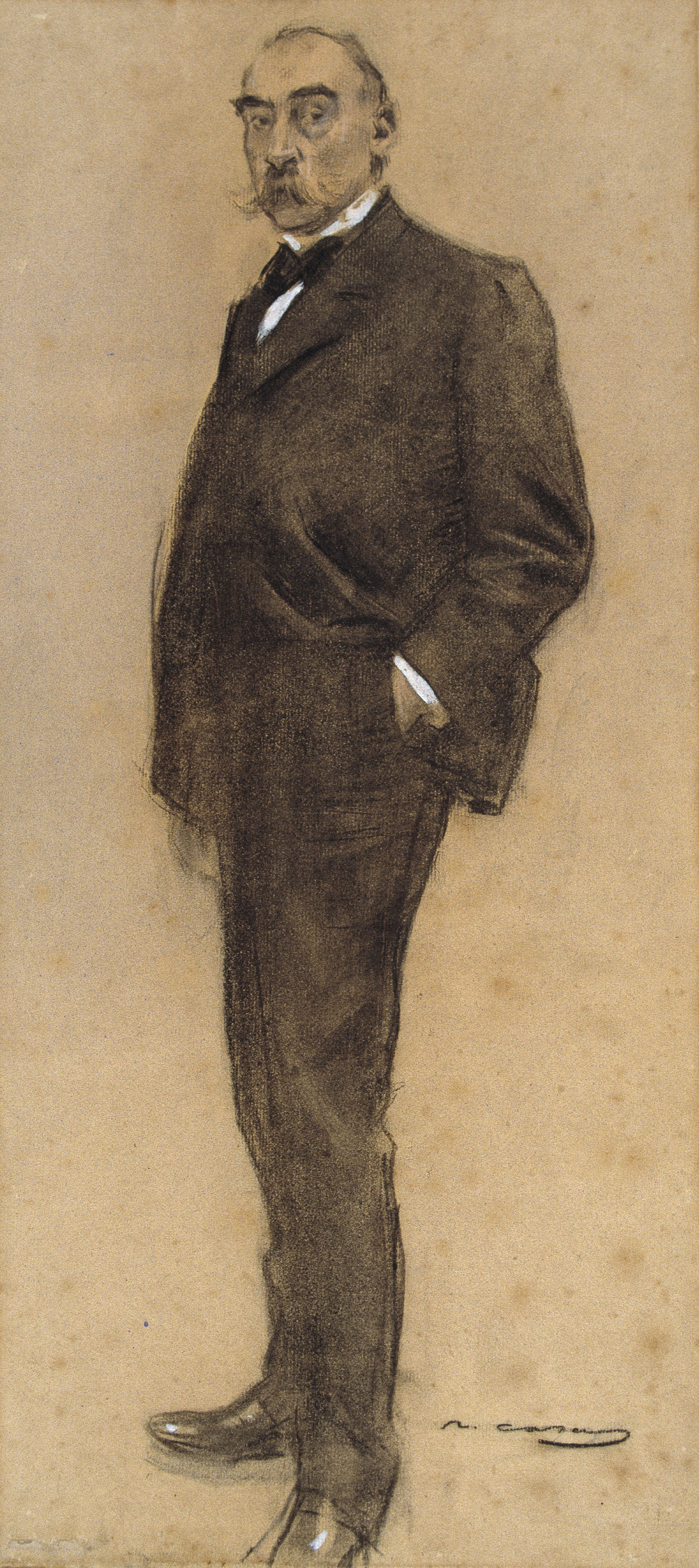
Masriera visto por Ramón Casas (MNAC).

Pintor de paisaje, su obra capta temas de la zona de San Andrés de Llavaneras, donde su familia tenía propiedades, pero también realizó paisajes de Montserrat, el Pirineo o La Garriga. Participó en exposiciones de Barcelona, Madrid, Múnich, Berlín, París, Zaragoza, etc. Fue académico de Ciencias y Artes (1873) y de la Real Academia Catalana de Bellas Artes de San Jorge, además de presidente del Círculo Artístico de Barcelona. Fue uno de los artistas más influyentes de la época en la capital catalana, llegando a ser el representante de los pintores barceloneses en la inauguración de la sala grande de la Sala Parés, en 1884. Fue tesorero de la Academia de Ciencias y Artes de Barcelona.
Junto con su hermano Francisco Masriera instalaron un estudio-taller en la calle Bailen, obra de José Vilaseca. También publicó biografías de artistas catalanes, como Luis Rigalt (1894), Claudio Lorenzale (1895) y Francisco Miguel y Badía (1900), y opúsculos de consideraciones estéticas, como Influencia del estilo japonés en las artes europeas (1885). 
Otro hermano suyo, Frederic, fue forjador y orfebre. Fue el padre del pintor y orfebre Lluís Masriera i Rosés.